# Videnskabsmuseet
NTNU Videnskabsmuseet (norsk: Vitenskapsmuseet) i Trondheim er et af seks universitetsmuseer i Norge med natur- og kulturhistoriske samlinger og udstillinger. Museet har forsknings- og forvaltningsansvar inden for arkæologi og biologi i Midt-Norge. I tillæg driver museet en formidlingsvirksomhed og har udstillinger i tre bygninger på Kalvskinnet.
I Gunnerushuset vises arkæologiske udstillinger med fund fra sten-, bronze- og jernalder samt vikingtid i Midt-Norge. Bygningen huser også udstillinger om natur og miljø, menneskets udvikling, livet i havet, biologisk mangfoldighed, Det Kongelige Norske Videnskabers Selskab (DKNVS) dets historie og flere andre emner.
I Suhmhuset ligger Trondheims middelaldermuseum som blev nomineret til Årets museum i Europa i 1997 og blev Årets museum i Norge 2010. Videnskabsmuseet har også en udstilling som viser kirkekunst og kirkeinventar fra middelalderen og frem til ca. 1700. Udstillingen ligger i Schøninghuset, sammen med museets administration. Museet har en blanding af langtids- og korttidsudstillinger som løbende fornyes.
Ringve botaniske have, som ligger i Lade i Trondheim, og Kongsvoll fjeldhave i Dovre er også deler af NTNU Videnskabsmuseet.

## Historie
Videnskabsmuseets historie kan føres tilbage til 1767, da Det Kongelige Norske Videnskabers Selskab (DKNVS) officielt blev stiftet. Virksomheden havde imidlertid allerede været i gang i syv år, siden 1760. DKNVS begyndte indsamling af arkæologisk og naturhistorisk materiale, noget som efterfølgende er blevet organisationens hovedopgave. I 1926 blev DKNVS omorganiseret og delt op i et akademi og et museum, og DKNVS Museet har fra den tid fungeret som en egen enhed.
Ved etableringen af Universitetet i Trondheim i 1968 indgik museet som en del af universitetet. En ny omorganisering fra 1. januar 1996 førte til oprettelsen af Norges teknisk-naturvitenskapelige universitet, NTNU. Museet hed fra da af NTNU Videnskabsmuseet. I 2005 blev NTNU Videnskabsmuseet sidestillet med fakultetene ved NTNU, og er en egen enhed på universitetet, direkte underlagt universitetsstyret på samme måde som et fakultet.

## Fagsektioner
Videnskabsmuseet har fire fagsektioner: sektion for naturhistorie, sektion for arkæologi og kulturhistorie, sektion for formidling, og sektion for arkæometri.
Sektion for naturhistorie driver forskning indenfor biogeografi, biosystematik, og økologi med vægt på bevaringsbiologi. Indenfor NTNU har sektionen et specielt ansvar for at opbygge og vedligeholde videnskabelige objektssamlinger og serier af biologiske data. Sektionen driver taksidermilaboratoriet og de to botaniske haver og give undervisning og studievejledning inden for afdelingens fagområde.
Sektion for arkæologi og kulturhistorie driver forskning i forhistorisk, historisk, maritim og samisk arkæologi, og driver laboratoriet for bevaringsteknologi. Afdelingen har et specielt ansvar for at gennemføre arkæologiske undersøgelser i Trøndelag, i Nordmøre, i Romsdal og på Helgeland. Afdelingen varetager også statens ansvar for samlingerne af arkæologisk og andet kulturhistorisk materiale fra dette området, og giver arkæologiundervisning i samarbejde med NTNUs Institut for arkæologi og religionsvidenskab.
Sektion for formidling har ansvar for NTNU Videnskabsmuseets publikumsvirksomhed. Dette indebærer produktion af udstillinger, også eksterne opgaver, samt aktiviteter og arrangementer, pædagogiske oplæg, Newtonrum, værtskab og museumsbutik. Afdelingen samarbejder også med NTNU Informationsafdelingen og Det Kongelige Norske Videnskabers Selskab om forelæsningsrækken "Kunnskapsbyen".
Sektion for arkæometri bruger naturvidenskabelige målemetoder til at aldersbestemme arkæologisk, naturhistorisk og geologisk materiale. Laboratoriet for kulstof 14-datering er det eneste i Norge som udfører aldersbestemmelse af arkæologiske og naturvidenskabelige prøver af organisk materiale. Afdelingen udfører også datering ved af træ ved hjælp af årringe såkaldt dendrokronologi.

## Forskning og formidling
Videnskabsmuseet er involveret i en række nyskabende forskningsprojekter, så om DNA-stregkodning og AUR-Lab (anvendt undervandsrobotik). DNA-stregkodning bruger ligheder i organismers arvemasse til at identificere arter. Dette har anvendelse i forskning, forvaltning og industri. I december 2011 overtog Videnskabsmuseet koordineringen af Norwegian Barcode of Life (NorBOL), som er Norges bidrag til The International Barcode of Life project (iBOL). Videnskabsmuseet har deltaget med ekspertise og udstyr i NTNUs nye satsning på anvendt undervandsrobotik, AUR-Lab, som blev startet op i 2011. Dette er en del af NTNUs satsning på marineforskning, Ocean Space Science and Technology.
Museet har arbejdet med nye formidlingsformer og har i samarbejde med TV-Adressa fremstillet en web-tvserie kaldet Døde dyr i arkivet, der fremviste dyrearter fra museets magasiner, som normalt ikke er en del af udstillingen.
I samarbejde med studerende ved NTNU har Videnskabsmuseet udviklet Vitenskapspillet og Middelalderens Nidaros i virtuell virkelighet. Vitenskapsspillet er et spil for smartphones som bruges i museets udstillinger og involverer brugeren. Middelalderens Nidaros i virtuell virkelighet er et samarbejde mellem Videnskabsmuseet og Institut for datateknik og informationsvidenskab ved NTNU. Gennem animations- og spilteknologi er det fremstilet korte film, som viser, hvordan middelalderens Trondheim kan have set ud.

## Udstillinger

### Middelalder i Trondheim
Udstillingen giver et billede af Trondheim i middelalderen fra cirka 1050 til 1537 via genstande og rester af bygninger fundet i Trondheim. Norges ældste laftehus er fundet i Trondheim, og husene er bygget op ud fra de arkæologiske fund viser de var. Udstillingen rummer også en række animation, der giver et billede af Trondheims størrelse, opbygning og udbredelse i forskellige perioder i middelalderen.

### 1760 – Videnskab i verdens udkant
Udstillingen omhandler 1700-tallet som en brydningstid mellem middelalderens kirkedominerede verdenssyn, og starten på oplysningstiden og den videnskabelige revolutionen. Udstillingen behandler Trondheim i 1700-tallet, det miljøet, der gik forud for dannelse af Det Kongelige Norske Videnskabers Selskab. Astronomi og naturvidenskab, teknologiske fremskridt og samfundsomvæltninger, om DKNVS' virke og udstillingsvirksomhed er en del af udstillingen, der opbygget med bøger, publikationer samt originale genstande og illustrationer.

### Fra Noas ark til dobbelt helix
Udstillingen giver indblik i systematik i dyreriget og tidsbestemmelse af arkæologisk materiale. Den behandler også hvordan viden om dyrenes udformning kan give viden om deres levemåde, samt hvad fossiler og arkæologiske genstande kan fortælle om livet på Jorden og om menneskenes kulturelle udvikling og tilpasning.
Deludstillingen "Slægtstræf" fortæller om menneskets udvikling fra menneskeaberne, og om det moderne menneskets vandring ud af Afrika. Deludstillingen "Dypdykk" ("nedsænkning") er en udstilling både om livet i havet og om kulturminder under vand. Den ældste del af de tidligere marineudstillinger er bevaret, og under taget hænger en kæmpeblæksprutte. Her vises også marineorganismer fra museets videnskabelige samlinger.

### Natur- og miljøudstilling
Udstillingen viser de almindeligste norske naturtyper fra kyst til fjeld med nåleskov, løvskov, mose, sø, å, flod, strand, holme og rev. De naturtro opbyggede miljøer viser samtidig en stor del af Norges planter og fugle. I udstillingen findes også et herbarium med lav, mose og karplanter.

### Midt-Norges forhistorie
Udstillingen om Midt-Norges forhistorie dækker 10.000 år, fra den ældste stenalder frem til 1000-tallet e.Kr. Her er udstillet stenredskaber i bl.a. flint og skifer fra stenalderen, smykker, våben og redskaber af bronze fra udlandet fra bronzealderen. Gravgaver fra ældre jernalder tæller bl.a. guldsmedarbejde, smedekunst og importerede varer Romerriget.
Udstillingen er den eneste bevarede "klassiske" arkæologiske udstilling i Norge. Menneskenes redskaber, smykker og våben er udstillet, som de blev fundet, uden forsøg på at rekonstruere for eksempel boligmiljøer eller objekter.

### Trøndelagsdioramaet
Museets største montre blev åbnet til 200-årsjubilæet for Det Kongelige Norske Videnskabers Selskab i 1960.
Det 14 meter lange diorama viser trøndersk fugleliv fra fjord til fjeld. Montret indeholdt oprindelig 52 fuglearter fordelt i forskellige landskabe efter økologiske tilpasninger. I tillæg var der også placeret fire mindre pattedyr i montret. Montret var meget moderne for sin samtid. Der var optaget 32 forskellige fugle på lydbånd, som blev gengivet med kommentarer, samtidig med at indbygget lys udpegede de syngende fuglene. Nye og forkortede lydbånd blev indspillet i 1970'erne af Karl H. Brox og Kate Tjomlid. Dioramaet er fortsat i drift, og informationen om indholdet er siden blevet tilgængelig på engelsk også.

### Kirkeinventar og kirkekunst
Udstillingen viser et udpluk af kunst og inventar fra norske kirker og særligt de bemalede genstande fra katolsk tid (1030–1537). Genstandende belyser både kirkekunsten mens Norge var katolsk og efter reformationen. Genstandene er købt eller er skænket som gaver fra sogne og herreder i Norge, da moderne kirker blev bygget i anden halvdel af 1800-tallet.

## Ringve botaniske have
Gården Ringve ligger i Lade, øst for Trondheim, omkring tre kilometer fra byens centrum. Ringve botaniske haves vigtigste opgaver er at tage vare på og videreudvikle plantesamlingen som bruges til forskning og undervisning, at formidle viden om det botaniske mangfoldighed, og at bidrage til bevaring af truede arter.
Den gamle have er en samling traditionelle haveplanter fra Midt-Norge. De gamle haveplanter er levende kulturminder, og de er med til at forælle historien om, hvordan tidligere tiders mennesker har brugt forskellige plantearter.
Arboretet er en samling med buske og skovdannende træer, som alle er hjemmehørende på den nordlige halvkugle.
Parken er den gamle gårdshave på Ringve, der blev anlagt på 1850-tallet og er holdt i engelsk landskabsstil.
Renæssancehaven på Ringve er en urtehave med hovedvægt på lokale planter. Den blev etableret i 1994 og viser medicinplanter, grønsager, prydplanter, fiberplanter og krydderurter som blev dyrket i Trondheim på 1600-tallet.
Den systematiske have er opbygget for at vise planternes slægtskabsforhold og udviklingshistorie.